# Khusayin Norchaev
Khusayin Norchaev, né le 6 février 2002 à Yakkabogʻ, est un footballeur international ouzbek. Il joue au poste d'Attaquant au FC Neftchi Fergana en prêt du Alania Vladikavkaz.

## Carrière

### En club
Formé à Nasaf Qarshi, il fait sa première apparition avec l'équipe première le 14 juin 2020 lors d'un match nul 2-2 concédé à domicile face au Navbahor Namangan. Il entre à la 84e à la place d'Oybek Bozorov. Le 17 août 2020, il marque son premier but lors de la victoire 3-0 à domicile contre le Sogdiana Jizzakh.

### En sélection
Le 19 octobre 2021, il joue son premier match avec l'Ouzbékistan lors d'une rencontre amicale contre la Malaisie. Lors de cette rencontre, il inscrit son premier but en équipe nationale (large victoire 5-1).